# Gemma Atkinson
Gemma Louise Atkinson (n. 16 noiembrie 1984 în Bury, Greater Manchester) este o actriță, personalitate de televiziune și fotomodel britanic.

## Filmografie

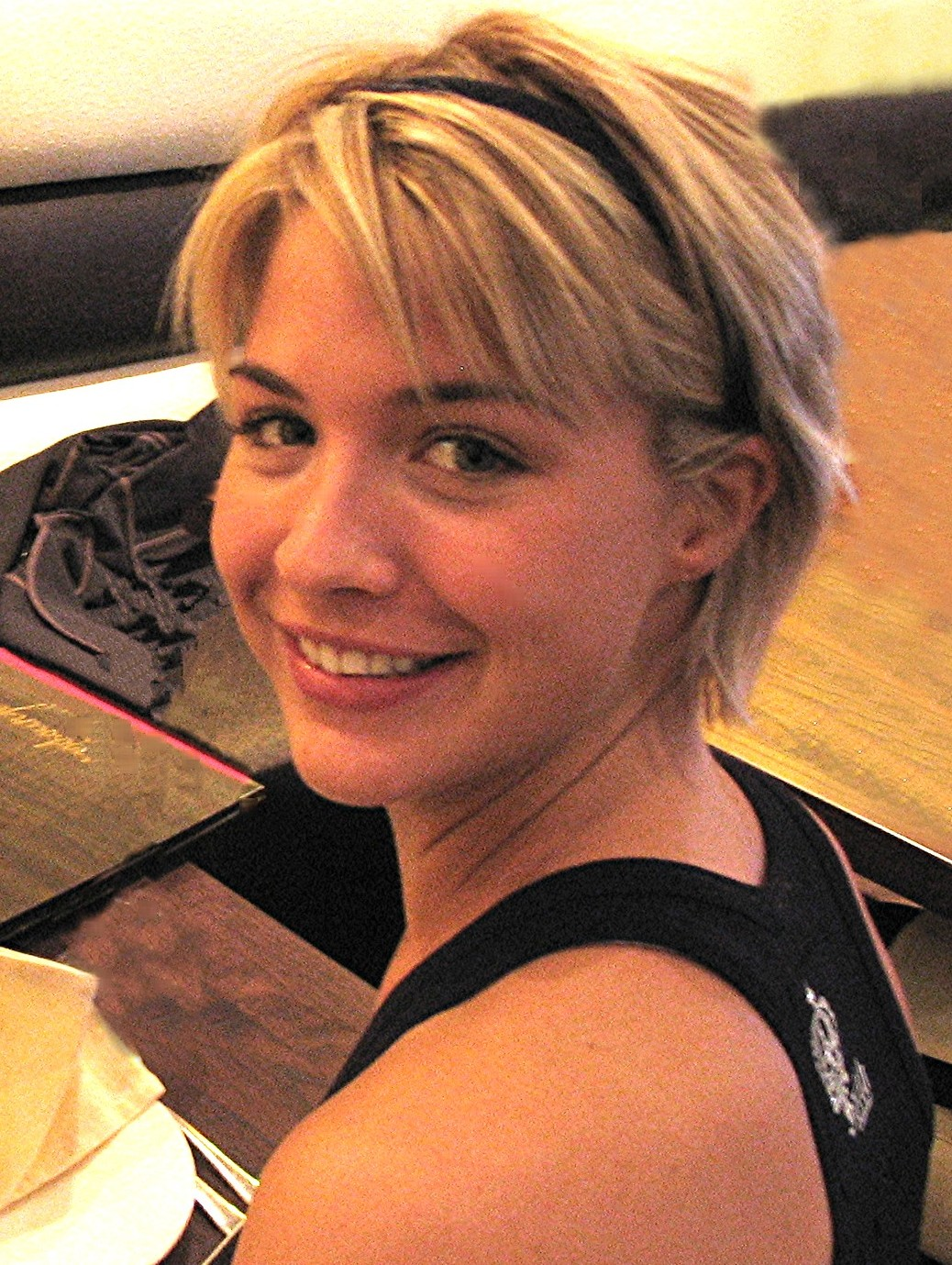
Atkinson în 2006

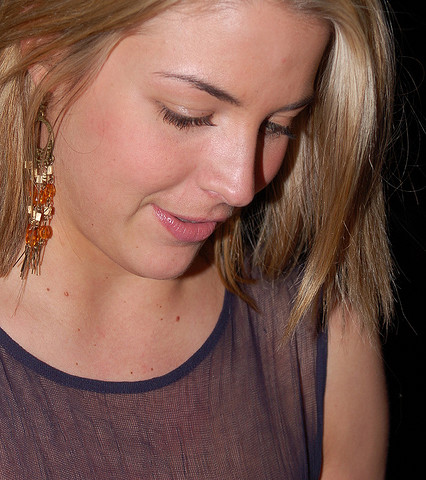
Atkinson în 2009

| An   | Titlu                       | Rol              | Note                                    |
| ---- | --------------------------- | ---------------- | --------------------------------------- |
| 2009 | Boogie Woogie               | Charlotte Bailey |                                         |
| 2010 | Baseline                    | Karen            |                                         |
| 2010 | 13Hrs                       | Emily            |                                         |
| 2010 | The Sweet Shop              | Katie Powell     |                                         |
| 2011 | How to Stop Being a Loser   | Hannah           |                                         |
| 2012 | Airborne                    | Harriet          |                                         |
| 2013 | Night of the Living 3D Dead | Barbara          |                                         |
| 2013 | Devil's Pass                | Denise Evers     | also known as The Dyatlov Pass Incident |
| 2013 | Fever                       | Ria              |                                         |

| An        | Titlu                                 | Rol          | Note                 |
| --------- | ------------------------------------- | ------------ | -------------------- |
| 2001–2005 | Hollyoaks                             | Lisa Hunter  | 631 episoade         |
| 2004      | Hollyoaks: After Hours                | Lisa Hunter  | 5 episoade           |
| 2005      | Hollyoaks: Let Loose                  | Lisa Hunter  | 13 episoade          |
| 2006      | Hollyoaks: In the City                | Lisa Hunter  | 20 episoade          |
| 2007      | Soapstar Superstar                    | Herself      | Contestant 5th place |
| 2007      | I'm a Celebrity...Get Me Out of Here! | Herself      | Contestant 5th place |
| 2009      | The Bill                              | Ria Crossley | 1 episode            |
| 2011      | Waterloo Road                         | Mandy        | 1 episode            |
| 2011–2012 | Casualty                              | Tamzin Bayle | 20 episoade          |
| 2012      | The Hamster Wheel                     | Herself      | 5 episoade           |
| 2012      | The Real Hustle                       | Herself      | 1 episode            |
| 2013      | Law & Order: UK                       | Becky Bryson | 1 episode            |
| 2013      | I Love My Country                     | Herself      | 1 episod             |

| An   | Titlu                                     | Rol                    | Note |
| ---- | ----------------------------------------- | ---------------------- | ---- |
| 2008 | Command & Conquer: Red Alert 3            | Lieutenant Eva McKenna |      |
| 2009 | Command & Conquer: Red Alert 3 - Uprising | Lieutenant Eva McKenna |      |